# Koker
Pour les articles homonymes, voir Trilogie de Koker.
Cet article possède des paronymes, voir Coker et Cocker.
Koker est un village du nord de l'Iran, province de Gilan.
Il fut dévasté par le tremblement de terre du 21 juin 1990.
Ce village fut connu hors des limites de son pays après la sortie des films de la Trilogie de Koker, réalisée par Abbas Kiarostami.